# アデレード大学 (2026-)

アデレード大学（アデレードだいがく、Adelaide University）は、アデレード大学と南オーストラリア大学が、統合され、2026年に南オーストラリア州アデレードに設置される予定の公立大学である。

## 概要
南オーストラリア州政府と協議の上、2023年7月に南オーストラリア大学とアデレード大学によって合併に関する合意が締結された。